# Anna Leonie
Anna Leonie ist ein Treidelschiff auf der Saar und als Museumsschiff erhalten.
Auf der Saar wurden getreidelte Fahrzeuge als Penichen bezeichnet. Bis 1992 gab es neben dem Wasserweg den so genannten Treidel- oder Leinpfad. Nachdem dieser entfernt wurde, konnte auch die 1925–26 gebaute Anna Leonie nicht mehr eingesetzt werden, da sie auch weiterhin ohne eigenen Antrieb verblieb. Allerdings lag sie bereits seit den 1960er Jahren vertäut vor der Congresshalle in Saarbrücken.
Den Bauauftrag für das Schleppschiff erhielt die Werft der Gebrüder Schäfer in Völklingen/Luisenthal vom Schiffer Johann Kind. Er wohnte mit seiner Familie an Bord und benannte das Schiff nach seinen zwei jüngsten Töchtern. Bis zu seinem Tod 1987 lebte noch ein Sohn an Bord. 2006 war das Fahrzeug das letzte seiner Art und sollte deshalb erhalten bleiben. Der Fischereiverband Saar konnte es 2007 kaufen und 2008 zur Reparatur in eine Werft geben. Ende 2009 wurde eine Ausstellung „Ozean der Zukunft“ durch das Umweltministerium, dem Kieler Exzellenzcluster „Ozean der Zukunft“ und dem Fischereiverband Saar organisiert. Das Museums- und Ausstellungsschiff liegt im Yachthafen Merzig und kann nach Anmeldung beim Fischereiverband Saar besichtigt oder für Veranstaltungen gemietet werden.